# Spaghetti alla gricia

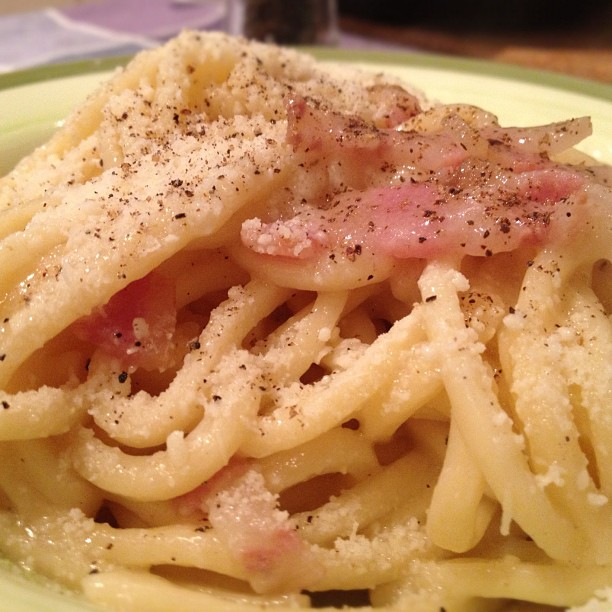
Strangozzi alla gricia

Spaghetti alla gricia oder Spaghetti alla griscia ist ein einfaches, traditionelles Gericht der italienischen Küche aus dem Latium. Die Herkunft des Namens ist wohl abgeleitet von Gricio. So wurden im Rom des 19. Jahrhunderts die Verkäufer von Brot und Lebensmitteln genannt, einige von ihnen stammten aus dem Schweizer Kanton Graubünden (italienisch: Grigioni). Nach einer anderen Hypothese stammt das Gericht aus dem Bergdorf Grisciano, einem Ortsteil von Accumoli. Dort findet jedes Jahr am 18. August die Sagra della pasta alla griscia statt.
Zur Zubereitung werden gekochte Spaghetti mit Würfeln von luftgetrockneter, gebratener Schweinebacke (Guanciale) oder Speck (Lardo oder auch Pancetta), reichlich Pecorino romano und frisch gemahlenem schwarzen Pfeffer vermischt.
Die Pasta alla gricia entspricht somit einer Pasta cacio e pepe plus Schweinebacke (guanciale). Durch die Zugabe von Ei ergeben sich die Spaghetti alla carbonara. Durch die Zugabe von Tomaten wurden die Spaghetti alla gricia zu den Bucatini all’amatriciana weiterentwickelt.